# تیم ملی فوتبال زیر ۲۰ سال انگلستان
تیم ملی فوتبال زیر ۲۰ سال انگلستان (انگلیسی: England national under-20 football team) نماینده کشور انگلستان در بازی‌های زیر ۲۰ سال است که زیر نظر اتحادیه فوتبال انگلستان فعالیت می‌کند.
از افتخارات این تیم می‌توان به قهرمانی در جام جهانی فوتبال زیر ۲۰ سال ۲۰۱۷ اشاره کرد.